# Casa consistorial de Motril
La casa consistorial de Motril es un edificio de carácter histórico situado en el municipio español de Motril, en la provincia de Granada, comunidad autónoma de Andalucía. En la actualidad su recinto alberga la sede central del Ayuntamiento de Motril.

## Descripción
Se trata de un edificio de estilo barroco de comienzos del siglo XVIII que fue mandado a construir por el conde de Santa Gadea en 1730. En época reciente el edificio fue sometido a una rehabilitación respecto a su diseño original, si bien se ha mantenido su cuerpo central por ser el más antiguo y por poseer unas características arquitectónicas que han aconsejado su conservación. La reforma realizada incluyó la creación de un patio de luces central que buscaba dar una nueva estructura al edificio.